# 離岸流

離岸流示意動畫，箭頭為海流方向

離岸流（英語：Rip current），又稱裂流，是一種向外海方向緩緩移動的微弱海流。這些水流的縱向長度可以達到61至762米，但寬度一般不會超過9米。这束水流虽然不长，但速度很快，流速可高达每秒2米以上，每股的持续时间为两三分钟甚至更长。。
離岸流對海邊的人員有潛在的危險，因為這種海流可能會將人快速帶離海岸邊，往外海飄流。離岸流常發生於固定沙洲之間，持續時間從幾分鐘到幾星期都有可能，且發生前徵兆通常不明。離岸流最強的時候是退潮時。在遇到離岸流時，應沿著平行於海岸的方向朝一側游出，然後藉波浪游回岸邊；如果有風，最好順著風的方向游。
離岸流主要是當海浪沖擊向海岸時，因為遇到阻礙（陸地）而潰散，而大量的海水必須尋找回到海裡的路徑，但由於受到後續海浪的推擠，這些海水初期會沿著與沙灘平行的方向移動，最後匯集成一道或數道的小水流退回海中，以上的過程循環發生形成離岸流。
離岸流通常會在沿岸海底的低處或人造物如防波堤或碼頭附近形成，寬度、長度與方向因地形而不相同，離岸越遠，離岸流力道越強。離岸流除了可搬運海底沉積物如砂、石、貝殼等，也會造成沿海地型的改變。